# Monocerotesa virgata
Monocerotesa virgata är en fjärilsart som beskrevs av Alfred Ernest Wileman 1912. Monocerotesa virgata ingår i släktet Monocerotesa och familjen mätare. Inga underarter finns listade i Catalogue of Life.